# Bambini di strada in India

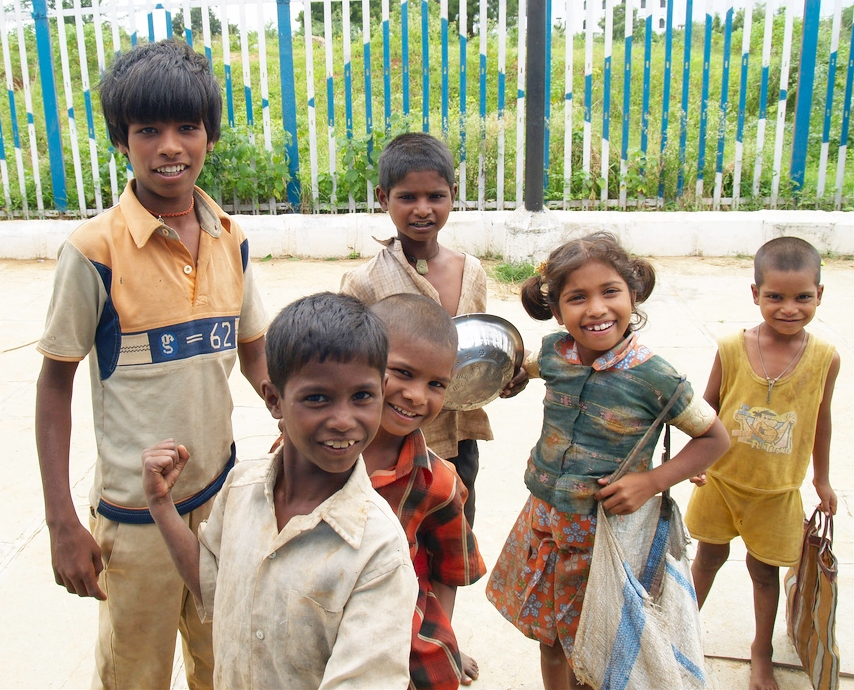
Bambini di strada di Medak, in Andhra Pradesh

I bambini di strada in India sono quei bambini (e minorenni in genere) del subcontinente indiano per i quali la strada (nel senso più ampio del termine, tra cui abitazioni abbandonate, terreni incolti etc.) è diventata sempre più la loro dimora abituale e/o fonte primaria di sostentamento, e che non hanno adeguata protezione da parte di adulti.
Difficile è fare una stima anche solo approssimativa sul numero di bambini di strada che vivono in India, questo a causa della loro essenziale natura nomade, ma in tutto il paese ne esistono certamente centinaia di migliaia e forse poco meno di mezzo milione. Soprattutto a causa di conflitti familiari si ritrovano molto presto a vivere per la strada ed assumere così la piena responsabilità del prendersi cura di sé; anche se questi minori si ritrovano a fare a volte gruppo insieme creando delle specie di "bande" per aver una maggior sicurezza, possono finire poi spesso per esser sfruttati da datori di lavoro senza scrupoli e finanche dalla polizia.
Le loro molteplici vulnerabilità richiedono una legislazione specifica ed una maggior attenzione sia da parte del governo che di altre organizzazioni umanitarie, governative e non, per cercar di migliorare la loro difficile situazione.

## Definizione e chiarimenti

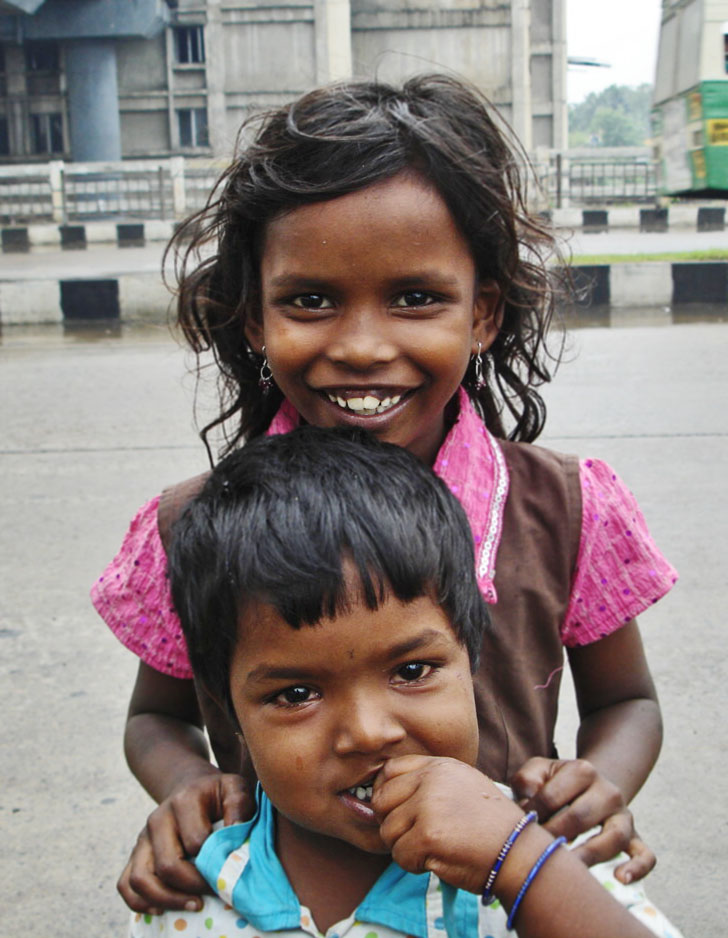
Bambini di strada a Chennai.

Nei prima anni di ricerca ufficiale sul fenomeno, il termine bambino di strada veniva ad includere qualsiasi minore che si trovasse a lavorare per la strada; dagli studi successivi tuttavia diversificate categorie di "bambini di strada" sono emerse per distinguersi e differenziarsi sempre più, pur riconoscendo che le complesse situazioni e ramificate esperienze di questi bambini sono difficili da definire.
Mark W. Lusk, uno dei ricercatori di primo piano sul fenomeno dei bambini di strada, ha trovato e sviluppato 4 categorie possibili: a) i bambini che lavorano sulla strada ma tornano alle loro famiglie durante la notte; b) i bambini che lavorano sulla strada e i cui legami con la famiglia d'origine stanno via via diminuendo sempre più; c) i bambini che vivono e lavorano assieme alle loro famiglie per la strada; d) infine i bambini che lavorano e vivono per conto proprio sulla strada.
Il termine ha finito con l'indicare infine solamente l'ultimo gruppo: l'UNICEF definisce un bambino di strada come "qualsiasi ragazza o ragazzo per i quali la strada è diventata loro dimora abituale e/o fonte di sostentamento, e che si trovano privi di qualsiasi supervisione, sostegno e protezione, da parte di adulti responsabili". È importante distinguere i minori che vivono da soli per le strade, perché la loro vita varia notevolmente da quella di altri minorenni che semplicemente lavorano per le strade; si trovano quindi ad avere esigenze diverse e richiedono un'attenzione mirata.
Mentre sono almeno 18 milioni i bambini e minori che lavorano per strada in India, si stima che solo il 5-20% di loro siano effettivamente senzatetto e del tutto scollegati dalle proprie famiglie. Poiché i bambini di strada in India hanno vulnerabilità uniche - la quantità di tempo che trascorrono in strada, le difficoltà di sostentamento e la mancanza di protezione e cura da parte degli adulti - sono un sottogruppo della popolazione indiana che merita una particolare attenzione, al fine di garantire che i loro bisogni primari vengano in qualche maniera soddisfatti. Come facenti parte del gruppo più vulnerabile di tutti i bambini di strada, secondo l'UNICEF, hanno il bisogno d'esser il più possibile compresi.

## Caratteristiche

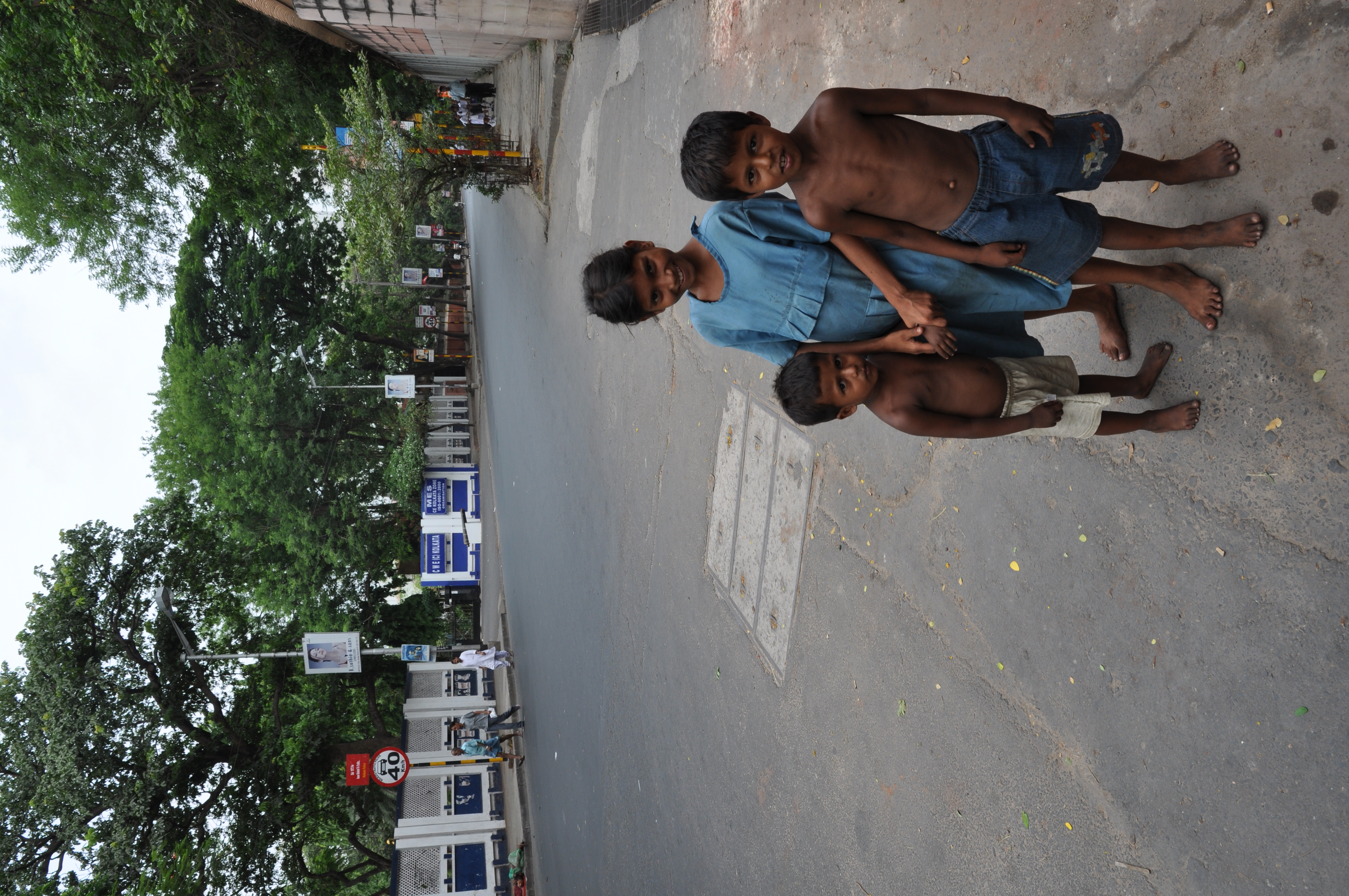
Gruppetto di bambini di strada a Kolkata.

### Numero
Non esiste a tutt'oggi alcuna classifica ufficiale del numero esatto dei bambini di strada in India; la ragione principale di questo è che è quantomai difficile ottener dati precisi su di loro a causa del loro carattere perennemente fluttuante: spesso poi non hanno alcun documento d'identificazione e si spostano spesso. Delle cinquantamila persone in India che sono ufficialmente segnalate per aver abbandonato la propria famiglia ogni anno, il 45% di questi ha meno di 16 anni; tale numero è però con molta probabilità molto più basso di quello effettivo.
Diversi studi hanno formulate previsioni su alcune delle maggiori città; alla fine degli anni ottanta ad esempio si è stimato che vi siano stati almeno centomila bambini di strada sia a Kolkata che a Mumbai. Complessivamente le stime per il numero totale di bambini di strada in India fluttua tra i 400 e gli ottocentomila.

### Età
Poiché è difficile ottenere statistiche precise ed accurate sui bambini di strada, anche le informazioni relative alla loro età risulta essere approssimativa: la maggior parte ha comunque più di otto anni, pur essendocene di età inferiore, almeno fino ai 6 anni. Un istituto nazionale di studi sugli affari urbani pose l'età media, nel 1989, a 13 anni; un altro studio dello stesso anno condotto dall'UNICEF riportò che il 72% dei bambini di strada studiati avevano tra i 6 e i 12 anni, mentre il 13% di loro si trovavano addirittura al di sotto della soglia dei 6 anni.

### Sesso
La maggior parte dei bambini di strada in India sono ragazzi con poca o nessuna istruzione; mentre per le ragazze che lavorano per le strade vi sono molto meno probabilità di rompere i legami familiari e di andar a vivere da sole: una delle possibili spiegazioni di ciò è che le femmine sono subito più necessarie in casa, anche solo per i vari lavoretti e faccende domestiche che possono eseguire, quindi con più difficoltà lascerebbero definitivamente la propria casa. Un'altra possibilità è che i maschi si ritrovano obbligati ad abbandonare più spesso le famiglie d'origine a causa delle forti dinamiche di conflitto che talvolta esistono ad esempio con un patrigno, scontri familiari che esplodono in misura di molto minore con figlie femmine.

## Cause e strategie
I bambini di strada in India scelgono di lasciare le loro famiglie e case per vari motivi strategici. Tre ipotesi sono state avanzate nel tentativo di spiegare la loro scelta: l'estrema miseria, famiglie disintegrate o altamente problematiche, infine il processo d'urbanizzazione crescente; e qui le varie ricerche condotte possono in una qualche misura sostenere tutte e tre queste ipotesi. Nel 1990 a Mumbai su mille bambini di strada il 39,1% di essi ha detto che sono scappati a causa di problemi e lotte interne al nucleo familiare, il 20,9% invece a causa dell'assoluta indigenza della famiglia di provenienza, il 3,6% invece perché voleva vedere com'era la grande città.
I problemi familiari, per cui la maggior parte dei bambini scappano via per andar a vivere sulle strade, includono il lutto causato dalla morte di un genitore, l'alcolismo del padre, rapporti tesi con genitori acquisiti, separazione dei genitori, infine anche casi di abusi e violenze commessi in famiglia. Infine i bambini di strada provengono molto spesso da nuclei familiari in cui il capofamiglia è una donna (madre, ecc.).
La maggior parte dei bambini che vanno a vivere per le strade provengono da quartieri poveri e alloggi a basso costo, sia da quelle aree a più elevato analfabetismo, disoccupazione ed utilizzo di droghe.

## Attività ed economia

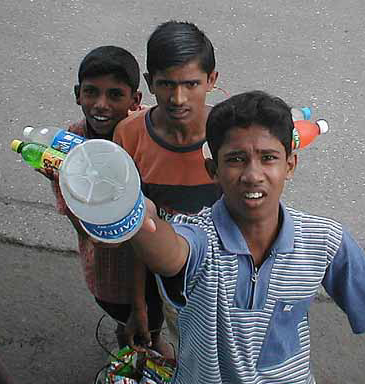
Ragazzi di strada venditori ambulanti a Mumbai.

In quanto un bambino di strada deve provveder interamente a sé stesso, l'attività lavorativa diventa un aspetto fondamentale della loro esistenza quotidiana: per essi le condizioni lavorative sono spesso molto povere, in quanto si limitano a lavorare all'interno dell'economia informale che rimane quindi al di fuori della regolamentazione governativa. A Mumbai cinquantamila bambini almeno vengono ripetutamente impiegati in maniera illegale da migliaia tra alberghi, ristoranti, mense, negozi di tè e bancarelle mobili.
A causa della totale mancanza di qualsiasi protezione da parte della famiglia, i datori di lavoro facilmente arrivano a sfruttare questi minori rendendoli di fatto dei prigionieri virtuali, a volte trattenendo loro la paga e/o sottoponendoli ad abuso sessuale, ma non solo: quei datori di lavoro che invece non maltratto i bambini spesso non li assumono perché sono considerati un rischio legale troppo grande.
A causa dell'estremamente bassa retribuzione data da un datore di lavoro, moltissimi tra i bambini di strada in India scelgono d'essere autonomi oppure svolgono più attività; in realtà la maggior parte di loro sono lavoratori autonomi. Una delle attività economiche più comuni eseguite dai bambini è quella del riciclo di vari materiali, come plastica, carta e metallo.

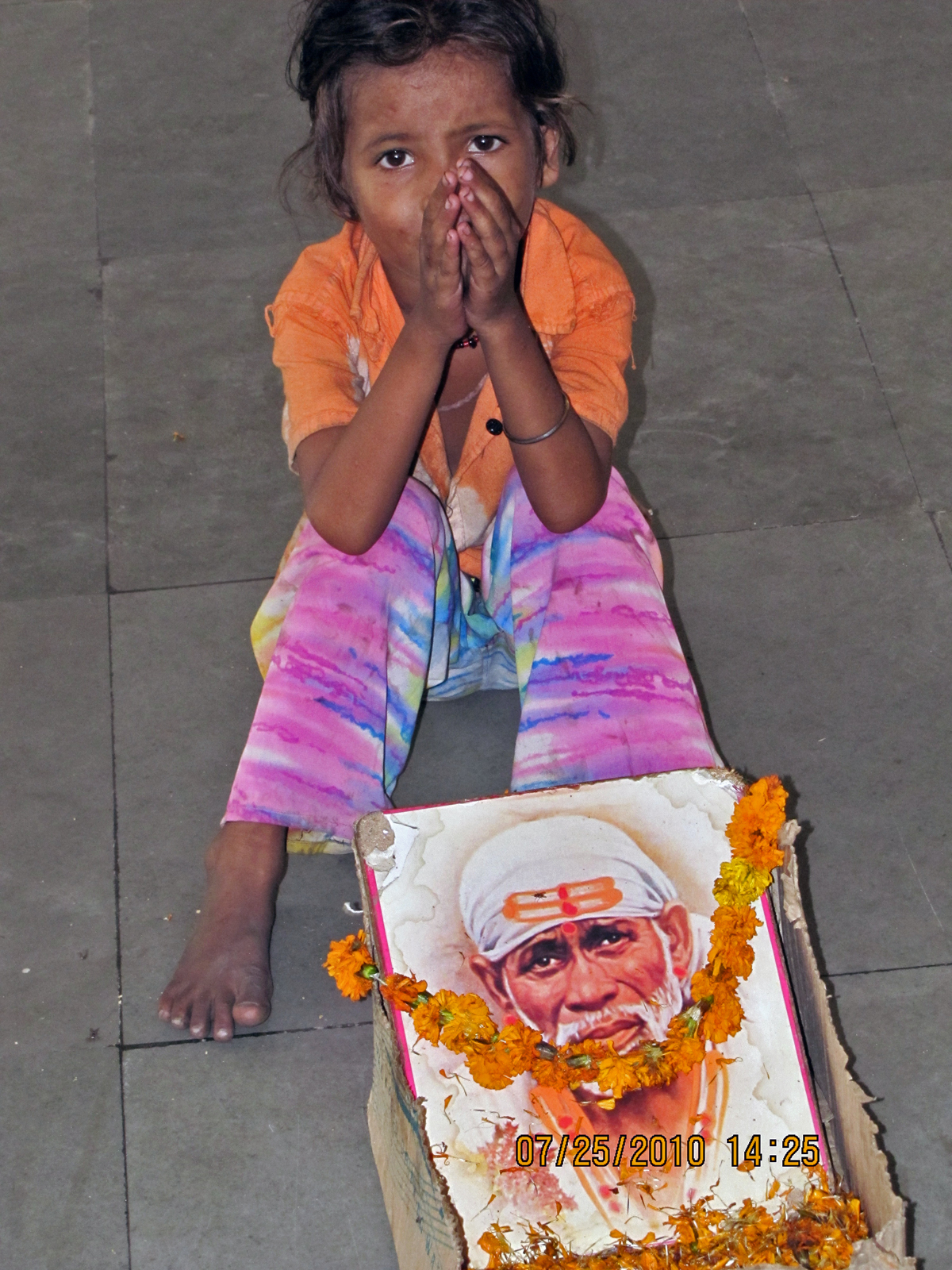
Bambina di strada chiede l'elemosina a New Delhi.

Altri lavori sono quelli di venditore ambulante di piccoli oggetti o cibo, come palloncini o dolciumi; poi la vendita di giornali o di fiori, l'accattonaggio, il lustrascarpe, lavoretti in piccoli alberghi come inservienti o nei cantieri, in bancarelle temporanee o in officine. Ma i bambini di strada, soprattutto quelli un po' più grandi, sono a volte impegnati anche in attività quali il furto, il borseggio, lo spaccio di droga e la prostituzione, pur essendo queste condizioni minoritarie. La maggior parte lavorano tra le 8 e le 10 ore al giorno.
I guadagni possono di fatto variare notevolmente, ma di solito bastano esclusivamente per la mera sussistenza; la maggior parte dei bambini di strada in India possono arrivare a guadagnare tra le 200 e le 850 rupie al mese (da 4 a 9 dollari), coi ragazzi adolescenti che rendono molto più dei piccoli. I lavoratori autonomi fra essi in genere hanno bambini più piccoli che a loro volta lavorano sotto le loro dipendenze.
La maggior parte della spesa nel bilancio di un bambino di strada è il cibo, che spesso viene a costare tra le 5-10 rupie giornaliere: alla fine di ridurre le spese alimentari molti bambini non fanno altro che bere tè per sentire di meno i morsi della fame.
I soldi guadagnati che non vengono spesi per il cibo sono di solito rapidamente spesi per altre cose, perché i ragazzi più grandi ma anche i poliziotti possono sottrar loro il denaro; questa mancanza di capacità di risparmio viene a provocare una grave insicurezza economica. Mentre di tanto in tanto possono inviare parte del loro guadagno alle famiglie (quando le abbiano ancora), a maggior parte spende tutto il resto che gli rimane più sul divertimento.
Molti bambini di strada posso giungere a spendere fino a 300 rupie al mese al cinema, anche se i più grandi li possono usare anche per comprare sigarette o tabacco da fiuto e da masticare, quando non alcolici e sostanze stupefacenti. Viene invece speso molto poco in vestiario perché i datori di lavoro forniscono generalmente anche i vestiti e la divisa, o possono occasionalmente riceverne dalla famiglie se queste sono a conoscenza di dove vivono.

## Educazione

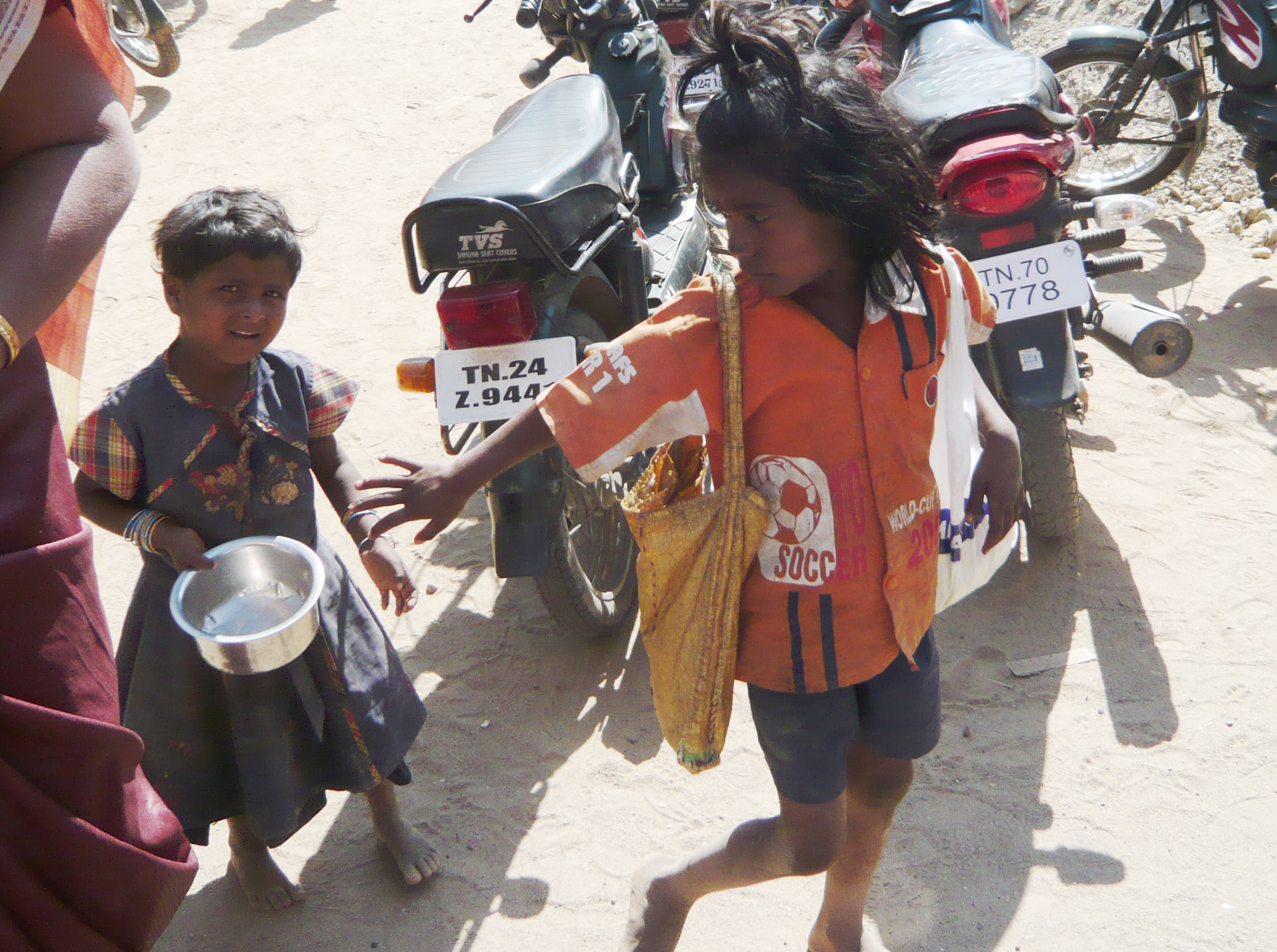
Bambini di strada in India.

L'educazione dei bambini di strada in India è molto povera e spesso inesistente. Uno studio svolto nel 1989 a Mumbai ha rilevato che il 54,5% non era mai stato iscritto ad una scuola e che il 66% era quasi o completamente analfabeta: ripetuta la stessa ricerca nel 2004 ci si è trovati di fronte ad un risultato le cui circostanze erano praticamente le stesse, il 60% non aveva mai frequentato una scuola ed il 66% era analfabeta.
Il 30% risulta sia stato almeno ad una scuola elementare, mentre solo il 10% era giunto a frequentare una scuola di più alto livello; in realtà, molti fra i bambini intervistati durante la ricerca del 2004 hanno detto che uno dei motivi per cui se ne erano andati di casa è perché non volevano essere costretti a lavorare e non erano in grado di frequentare le scuole.

## Abusi
I bambini di strada in India sono spesso esposti ad abusi ed estorsioni, questo perché non si trovano ad aver alcuno status sociale e sono del tutto deprivati dell'aiuto da parte di adulti; essi stessi identificano proprio nelle intimidazioni e minacce fisiche uno dei fattori che contribuisce maggiormente alla miseria della realtà data dalla vita di strada. La causa principale di un tal trattamento è il punto di vista politico e pubblico in generale che si ha verso di loro, basato più che altro sul disprezzo; il che li porta a loro volta a reagire con ancor maggior ostilità.
Abusi da parte della polizia indiana vengono spesso riferiti dai bambini di strada; molti hanno testimoniato di essere stati picchiati al fine di costringerli a raggrupparsi e ritirarsi solo in certe specifiche aree. La polizia può a volte anche arrestare i bambini di strada ai sensi della legge riguardante il vagabondaggio; essi, non avendo alcuna maniera formale d'appellarsi contro il loro arresto, devono o corrompere i funzionari o mettersi a lavorare presso la stazione di polizia fino a quando non sia stato ripagato il "debito".